# Etylenodiamina
Etylenodiamina, skr. en – organiczny związek chemiczny z grupy amin. W warunkach normalnych jest bezbarwną cieczą o charakterystycznym zapachu podobnym do amoniaku. Jest umiarkowanie mocną zasadą aminową. Szeroko stosowana w przemyśle chemicznym jako składnik wielu syntez chemicznych. Roczna produkcja światowa w roku 1998 wyniosła ok. 500 tys. ton.

## Zastosowanie
Etylenodiamina jest używana w dużych ilościach do produkcji wielu przemysłowych związków chemicznych. Tworzy pochodne z kwasami karboksylowymi (amidy), alkoholami, dwusiarczkiem węgla, aldehydami i ketonami. Jej dwufunkcyjna natura (dwie aminowe grupy funkcyjne −NH
2) powoduje, że łatwo tworzy formy heterocykliczne.